# Robert Germain
Robert Germain (* 13. Dezember 1884 in Antwerpen, Belgien; † nach 1958) war ein belgisch-deutscher Genre- und Landschaftsmaler sowie Grafiker.

## Leben
Germain studierte an der Kunstakademie Düsseldorf und ließ sich in Düsseldorf als „Reklamezeichner“ nieder. Er wurde Mitglied des Bundes Deutscher Gebrauchsgraphiker und diente der Gruppe Düsseldorf dieses Berufsverbands als Erster Vorsitzender. Außerdem gehörte er dem Reichsverband bildender Künstler Deutschlands und dem Verein Düsseldorfer Künstler zu gegenseitiger Unterstützung und Hilfe an. In Düsseldorf, wo er bis ins hohe Alter ansässig blieb, ist er bis 1958 als „Kunstmaler“ dokumentiert.